# فهرست جشنواره‌های سینمایی ایران
فهرست جشنواره‌های سینمایی ایران شامل بیش از ۳۵ جشنواره فیلم ایرانی است.

## فهرست
| عنوان جشنواره                               | نخستین دوره | آخرین دوره                                          | مکان برگزاری                                  | برگزارکننده                                                                             | تمرکز و گستره            | جوایز                                                  | توضیحات |
| ------------------------------------------- | ----------- | --------------------------------------------------- | --------------------------------------------- | --------------------------------------------------------------------------------------- | ------------------------ | ------------------------------------------------------ | ------- |
| جشنواره بین‌المللی فیلم فجر                  | ۱۳۶۱        |                                                     | تهران                                         | بنیاد سینمایی فارابی                                                                    | سینمای ایران سینمای جهان | سیمرغ بلورین لوح زرین دیپلم افتخار \|\| rowspan="9" \| |         |
| جشنواره سینما حقیقت                         | ۱۳۸۶        | مرکز گسترش سینمای مستند و تجربی سازمان امور سینمایی | تهران                                         | فیلم مستند ملی بین‌المللی \|\|                                                           |                          |                                                        |         |
| جشنواره بین‌المللی فیلم‌های کودکان و نوجوانان | ۱۳۶۱        | اصفهان                                              | بنیاد سینمایی فارابی                          | سینمای کودک و نوجوان ملی بین‌المللی \|\| پروانه زرین دیپلم افتخار جایزه ویژه هیئت داوران |                          |                                                        |         |
| جشنواره بین‌المللی فیلم کوتاه تهران          | ۱۳۶۰        | تهران                                               | انجمن سینمای جوانان ایران                     | فیلم کوتاه ملی بین‌المللی \|\|                                                           |                          |                                                        |         |
| جشن خانه سینما                              | ۱۳۷۶        | تهران                                               | خانه سینما                                    | ملی                                                                                     | جایزه تندیس شایستگی      |                                                        |         |
| جشن دنیای تصویر                             | ۱۳۷۶        | تهران                                               | دنیای تصویر                                   | مستقل                                                                                   | جایزه تندیس حافظ         |                                                        |         |
| جشنواره بین‌المللی فیلم رشد                  | ۱۳۴۲        | تهران                                               | سازمان پژوهش و برنامه‌ریزی وزارت آموزش و پرورش | آثار علمی آموزشی                                                                        |                          |                                                        |         |
| جشنواره بین‌المللی فیلم تهران                | ۱۳۵۱        | تهران                                               | ۱۳۵۷                                          | دفتر مخصوص شهبانو فرح پهلوی                                                             | ملی                      | جایزه بز بالدار                                        |         |
| جشنواره سینمایی سپاس                        | ۱۳۴۷        | تهران                                               | ۱۳۵۳                                          | علی مرتضوی                                                                              | سینمای ایران             | جایزه سپاس                                             |         |